# Giovanni R. F. Ferrari
Giovanni R. F. Ferrari (* 12. Dezember 1954) ist ein britischer Altphilologe und Philosophiehistoriker.

## Leben
Er erwarb den B.A. 1977 an der Universität Cambridge und den Ph.D. im Juni 1983 in Cambridge (Dissertationsberater: Gwilym Ellis Lane Owen und Geoffrey Lloyd. Dissertationsprüfer: Myles Burnyeat und Alexander Nehamas). Von 1981 bis 1988 war er Dozent an der Yale University, Department of Philosophy. An der University of California, Berkeley, Department of Classics, arbeitete er seit 1988 als Professor.
Seine Forschungsinteressen sind antike Philosophie (vor allem Platon), Ästhetik, griechische Kultur, antike Poetik und Rhetorik, philosophische Ästhetik. 
In seinem gegenwärtigen Forschungsprojekt widmet sich Ferrari Platon als literarischem Autor. Das Projekt soll in eine Monographie mit dem Titel Plato the Writer münden, zu der Ferrari bereits als Vorstudie einen gleichnamigen Artikel veröffentlicht hat.

## Schriften (Auswahl)
- Listening to the cicadas. A study of Plato’s Phaedrus. Cambridge 1987, ISBN 0-521-26778-1.
- City and soul in Plato’s Republic. Sankt Augustin 2003, ISBN 3-89665-170-6.
- als Herausgeber: The Cambridge companion to Plato’s Republic. Cambridge 2007, ISBN 0-521-54842-X.
- The messages we send. Social signals and storytelling. Oxford 2017, ISBN 978-0-19-879842-2.